# دريم ووركس التنانين
تنانين: فرسان قرية بيرك (والذي عرف من قبل باسم تنانين: العرض التلفزيوني، سيكون إسمه في الموسم 2 تنانين: حماة قرية بيرك هو مسلسل تلفزيوني برسومات الحاسوب أمريكي الأصل عرض على كرتون نتورك، وهو مستند على فيلم 2010 كيف تروض تنينك. السلسلة بمثابة جسر بين أول فيلم وتتمته عام 2014. عرضت معاينة لساعة واحدة تتكون من حلقتين في 7 آب 2012، والعرض الرسمي للسلسلة كان في 4 أيلول 2012، وعرض لأول مرة في العالم العربي في 10 مارس 2013 على كرتون نتورك بالعربية. مجموع الحلقات هي 40 حلقة ستبث خلال الموسم الأول والموسم الثاني. سيكون للموسم الثاني عنوان فرعي جديد تنانين: حماة عن قرية بيرك، ليحل محل الحالي فرسان قرية بيرك.

## حكاية المسلسل
مباشرة بعد أحداث كيف تروض تنينك، يحاول الفايكينغ عقد السلام مع التنانين. يدرك حازوقة أن تحقيق السلام لا يزال بعيدا عن المنال بسبب جهل الفايكينغ وغرائز التنانين اللذان يهددان التحالف. لحل المشكلة، قام والد حازوقة رزين بتنظيم أكاديمية بيرك لتدريب التنانين حيث يستطيع إبنه والأصدقاء أن يتعلموا كل شيء عن التنانين. لذلك يقوم الفرسان المراهقون بتكريس أنفسهم لتحقيق التحالف وردع الأشرار الذين يريدون تدمير الإنسجام بين الفايكينغ والتنانين.

## الشخصيات

### فرسان التنانين
- حازوقة الثالث (مؤدي الصوت: جاي بارتشيل | المؤدي العربي: زياد الشريف) — شخصية في سن المراهقة الساخرة ومتطورة، وذكي ورئيس أكاديمية بيرك لتدريب التنانين. كما الاحتكاكات البشرية / التنين التعايش في جزيرة بيرك تصبح واضحة، واتهم حازوقة مع حلها كزعيم للأكاديمية التنانين مع مهاراته كـ«زعيم ولد»، هو المفكر والمخطط والمتسابق لا مثيل له. خسر الجزء السفلي من ساقه اليسرى في سقوطه بعد معركة مع الموت الأحمر في فيلم روائي هذه السلسلة، ولكن كان له استبدالها بالاصطناعية. منذ بداية الموسم الثاني، سلاح حازوقة من الاختياره هو الدرع متعدد الأغراض، صنعه بنفسه باستخدام حديد الغرونكل كمادة أولية، وتوفير كل من الهجوم والدفاع عن أبو سن.
- أستريد هوفيرسون (مؤدية الصوت: أمريكا فيرارا | المؤدية العربية: دينا بشير) — هي فتاة متضاربة، حيوية وصعبة، استريد هي صديقة حازوقة المقربة، وتتبادل فوائد المحبة، واليد الأيمن لحازوقة والثانية في قيادة أكاديمية التنانين.وهي محاربة مراهقة ماهرة بشكل استثنائي في بيرك، يُظهر أنها لديها المزاج أحيانا، وكذلك شخصية صعبة. هي مستعدة للقيام بأي شيء لحماية أصدقائها، وخاصة حازوقة وتنينتها.
- زعنف أنجرمان (مؤدي الصوت: كريستوفر مينتز-بلاس | المؤدي العربي: عمر جاهين) — متوتر بشكل طبيعي وخجول، زعنف يشبه موسوعة علمية لا ينضب من الحقائق القائمة على التنين ويتمتع بدراسة وتعلم عن التنانين (بين أمور أخرى).و زعنف ذكي تمامًا مثل حازوقة، لكنه يفضل التعلم من الكتب بدلا من خطورة التدريب العملي على النهج حازوقة. فهو متردد للغاية للقتال أو وضع نفسه أو تنينته في خطر، وغالباً ما يعبر عن مشاعره متشائم تجاه نتائج أسوأ ممكن بسبب خطة محفوفة بالمخاطر. له نفور إلى الخطر هو السبب الرئيسي لانه ليس ماهراً بشكل ملحوظ كفارس التنانين، لكنه لا يزال عضوا هاماً جدا للفريق.
- مخاط جلف يورغينسون (مؤدي الصوت: جونا هيل | المؤدي العربي: فادي خفاجة) — أحمق، صاخب عديم جدوى، لبق، وواثق بنفسه بشكل مفرط، مخاط جلف هو صعب، والمحارب مدرب مثالي. مخاط جلف هو أيضا متنمر نموذجي، غالبا يحاول دفع نحو الفرسان المراهقين الآخرين ولكن عادة ما يتعثر في وضع حيث أنه لا يبدو أن لديه ميزة واضحة.و هو يظهر الفائدة الرومانسية في استريد ويحاول باستمرار (بدون جدوى) لإقناعها. في حين انه يفتخر بأنه ذي قدرات فائقة كمحارب وفارس تنانين، مهارته باعتباره فارس تفتقر نوعاً ما.
- شكس شكل ثورستون (مؤدي الصوت: تي.جي. ميلير | المؤدي العربي: عاطف يوسف)و خشنة شكل ثورستون (مؤدية الصوت: الموسم الأول جولي ماركوس، الموسم الثاني أندريه فيرمولين) — توأمين ذكر وأنثى ضمن مجموعة الفايكينج المراهقين، ذكائيهما منخفضان وشخصيتهما خام إلى حد ما؛ بسحب مزجهما الطائش في كثير من الأحيان ما تعجبهما الكوارث والدمار التي تحل بقرية بيرك. ودائما ما يكونان على جدال أو خلاف مع بعضيهما البعض، وهما قد يكونان أفضل من بعض المراهقين الآخرين، فقط إن لم يكونا يتنافسان، وعندما يستخدما الإشارة عادةً إلى الأوامر التي تعطى لعكس التنين، مما يؤدي إلى تحليق فوضوي جداً، كما يحاول تنينهما المتابعة كل من الأوامر في وقت واحد ولكن يكون ذلك صعب عليه. فرغم ذلك فإنهما لا ينفصلان.

### سكان قرية بيرك
- رزين الواسع (مؤدي الصوت: نولان نورث | المؤدي العربي: أحمد خليل) — زعيم قرية بيرك ووالد حازوقة، رزين قوي جدا، لا يعرف الخوف تماما ومحارب شرس، يتجسد بالمزايا التقليدية للفايكينج. بجانب رعايته لحازوقة، يعتبر رزين سلامة بيرك على رأس أولوياته، حتى على حساب التنانين. بدأ يسمح تدريجيا باءعطاء المسؤولية لحازوقة وأصبح أكثر انفتاحا على اقتراحاته ومعتقداته. في المسلسل، أصبح رزين مؤيد أكثر للتنانين ويدافع عنهم ويحميهم، خاصة بعد إرتباطه بتنينه راعصار.
- غوبر الأجش (مؤدي الصوت: كريس إدغارلي | المؤدي العربي: عادل خلف) — هو حدّاد قرية بيرك، صديق رزين المقرب، ومدرب حازوقة. كما أنه مخضرم في مقاتلة التنانين، مهامه تشمل كونه طبيب بيطري للتنانين (على الرغم من كونه طبيب أسنان في المقام الأول) وأيضا تربية مواشي بيرك، عقد السلام مع التنانين جعله بدون عمل. هو أيضا بمثابة صوت العقل لرزين، وصوت من الخبرة لحازوقة، وأحيانا وسيطا بين اثنين منهم. فقد غوبر يده اليسرى وقدمه اليمنى في معركة مع تنين، قام باستبدالها بأطراف إصطناعية صنعها في حدادته، وهو أيضا قام باستبدال ساق حازوقة اليسرى بعد أن فقدها في الفيلم الأصلي.
- نشارة (مؤدي الصوت: تيم كونواي) — أحد مزارعي الفايكينغ المسؤول عن جمع وإنتاج الغذاء للقرية. بعكس زميله دلو، نشارة هو أكثر ذكاء وإستقلالية، وبالتالي يتوجب عليه إبقاء عينيه على دلو بسبب إفتقاره لمواصفاته. فقد نشارة يده اليمنى وساقه اليسرى فقام باستبدالهم بخطاف وسدادة.
- دلو (مؤدي الصوت: توماس ف. ويلسون) — فلاح بسيط في التفكير وذو قلب رقيق، سمي هكذا لانه يرتدي دائما دلو على رأسه. تعرض دلو لضربة في الرأس في معركة مع تنين والتي أدت به إلى إرتداء الدلو وفقدان الذاكرة، وعدم القدرة على أداء المهام دون إشراف، ومما يثير الدهشة إمتلاكله للمواهب الفنية. مثل نشارة، فقد دلو يده اليمنى وقام باستبدالها بخطاف.
- غوثي امرأة عجوز تتولى منصب شامان القرية. لأنها بكماء، تتواصل عن طريق رسم خطوط أو إشارات هيروغليفية ويقوم غوبر بترجمتها.
- غل جلف يورغينسون (مؤدي الصوت:ديفيد تينانت) والد مخاط جلف.وهو محارب فايكنغ قوي وواثق، هو يتوقع نفس النتائج من إبنه. غل جلف يفخر بإنجازات إبنه، ولكن دائماً لا يسامحه عندما يخفق.

### الأشرار
- فطر (مؤدي الصوت ستيفين روت) — فطر هو شخص شرس وحقود ورجل عجوز من قبيلة الدخلاء وخصم بسيط في السلسلة. يعيش فطر وحده في منزل خارج قرية بيرك ولديه كراهية شديدة للتنانين.
- ألفين الغدار(مؤدي الصوت مارك هاميل) — ألفين الغدار هو زعيم قبيلة الدخلاء وهو الشرير رئيسي متكرر في السلسلة. نفي من بيرك لخيانة غير محددة، وهو يخطط لغزو قرية بيرك ومطالبة رزين بإعادة جزيرته ويسعى للقبض على حازوقة الذي يعرف باسم «قاهر التنانين» آملا في تدريب التنانين والسيطرة على التنانين من أجل مخططاته.
  -  سافادج  (مؤدي الصوت بول روج) — هو عضو آخر من قبيلة الدخلاء. هو اليد الأيمن لألفين وأفضل ملازم له، على الرغم من أنه غالبا ما يتم تهديد من قبل ألفين
- داغر المختل (مؤدي الصوت ديفيد فاوستينو) - ، هو زعيم مراهق لجماعة آل ثائر البيرسيركية (ظهر أول مرة في المسلسل في حلقة «جنون التوأم»، وهو مخبول تقاعد والده أوزفالد الراضي ليكون الزعيم، رزين وفرسان التنانين في أول حلقة لَه كانوا يخفون التنانين وأنكروا وجودها خوفاً من الحرب حتى اكتشف السر في حلقة «الليل والغضب»، داغر المختل هو رجل فايكنغ متعطش للدماء وعديم الرحمة ومهمته القضاء على حازرقة وتنينه أبو سن.

### الشخصيات الثانوية
- التاجر يوهان(مؤدي الصوت مايكل جولدستروم) - التاجر يوهان هو تاجر بحار يزور بيرك في بعض الأحيان. كتاجر، هو يختار سلعه التجارية بتميز من خلال، الجودة، والقدرة، مدعيًا أنها أشياء يجب أن تمتلكها (على سبيل المثال واجه الحبار الضخم للحبر أو الاتصال شخصي لمؤلفي الكُتب). زيادة له ولِع لسكان بيرك منذ أن انقذه حازوقة وأعاد سفينته المسروقة (وإن لم يكن لمخاط جلف والتوأم)، وساعد رزين وغوبر والفرسان لذهاب متخفين إلى جزيرة الدخلاء لانقاذ حازوقة.
- هيذر(مؤدية الصوت ماي ويتمان) - هيذر هي فتاة غامضة قام ألفين الغدار بسجن والديها وهي تحاول سرقة كتاب التنانين وإعطاءه لألفين كي يحرر والديها، وبعد أن اكتشفت أستريد خطتها لسرقة الكتاب صارت تكرهها والجميع يظنها غيورة وبعد أن عرفت أستريد بوالدي هيذر أصبحت صديقتها·

### التنانين
- أبو سن — ذكر غضب ليل أسود أصبح صديق لحازوقة، أبو سن هو التنين الوحيد الذي لا يطير دون راكبه، ويرجع سبب ذلك بعد أن فقد زعنفة ذيله اليسرى في الفيلم الروائي، فهو أسرع وأكثر ذكاء وأندر التنانين على بيرك. تجمع أبو سن صداقة قوية مع حازوقة منذ أن يساعده على الطيران مرة أخرى.
- زوبعة — أنثى أفعى مميتة زرقاء صديقة أستريد. مثل حازوقة وأبو سن، أستريد وزوبعة مخلصتين لبعضهما وهم مثال للعمل الجماعي. بينها وأبو سن منافسة ودية في معظم المسابقات التي ينضمها حازوقة وأستريد في الأكاديمية.
- مقبضة لحم — أنثى جرونكل بُنّية. وهي تنينة زعنف، بسبب حجمها وجناحيها القصيرة هي تفتقر إلى القدرة على المناورة والسرعة البهلوانية كالتنانين الأخرى. تجمعها مع زعنف علاقة قوية جدا (على الرغم من غرابة علاقتها إلى حد ما).
- خطاف ناب — ذكر كابوس مرعب أحمر، راكبه هو مخاط جلف. عادة ما يهاجم مخاط جلف أو يتخلى عنه عندما يحاول مخاط جلف فرض سيطرته عليه. على الرغم من سلوكهما العدائي تجاه بعضهم البعض أحيانا، يكونان غالبا قريبين من بعضهما للغاية.
- شبكة وجشاء — ذكري لهب مهجن أخضرين برأسين، راكباهما هما التوأمان، عادة ما تنتطي خشنة شكل على رأس التنين الأيمن والذي يدعى شبكة (الذي ينفث الغاز المتفجر)، بينما شكس ينتطي على رأس التنين الأيسر والذي يدعى جشاء (الذي ينفث الحمض الغازي) وشبكة وجشاء هما رأسين إثنين ولكن على رأي واحد، لكنهما يجدان صعوبة في التحليق إذا اختلفا راكبيهما التوأمين.
- راعصار — ذكر طبل رعد أزرق وتنين رزين المحارب، يستمد قوته من ثور وعنف الإعصار، ويكتسب ثقته وصداقته برزين بعد أن ساعده في الدفاع عن صديقه المصاب من الخنازير البرية الجائعة مثل راكبه، هو عنيد نوعا ما.

## الإنتاج
في 12 أكتوبر 2010 تم الإعلان أن كرتون نتورك حصلت على حقوق البث في جميع أنحاء العالم ليكون سلسلة رسوم متحركة أسبوعية استنادا إلى الفيلم. قال تيم جونسون مخرج كيف تروض تنينك أنه بعكس المسلسلات التلفزيونية المستندة على أفلام مدغشقر وكونغ فو باندا سلسلة كيف تروض تنينك ستكون أكثر قتامة بكثير وأعمق، مثل الفيلم وسوف يتبع أحداث الفيلم الأول. هذه أول سلسلة لدريم ووركس متسندة لفيلم لا تعرض على نكلوديون.

## الإستقبال

### الجوائز
| السنة | رابطة     | الفئة                                                       | المرشح                                 | النتيجة |
| ----- | --------- | ----------------------------------------------------------- | -------------------------------------- | ------- |
| 2012  | جوائز آني | أفضل إنتاج الرسوم المتحركة تلفزيونية للأطفال                | حلقة: "كيف تختار تنينك"                | فوز     |
| 2012  | جوائز آني | أفضل شخصية رسوم متحركة في الإنتاج التلفزيوني/ إلإذاعي       | شي زيمو                                | رُشِّح     |
| 2012  | جوائز آني | أفضل شخصية رسوم متحركة في الإنتاج التلفزيوني/ إلإذاعي       | تيري يام                               | رُشِّح     |
| 2012  | جوائز آني | أفضل شخصية رسوم متحركة في الإنتاج التلفزيوني/ إلإذاعي       | يان جيانغجوانغ                         | رُشِّح     |
| 2012  | جوائز آني | أفضل تصميم شخصية رسوم متحركة في الإنتاج التلفزيوني/ إلإذاعي | أندي بيالك (لـ"ألفين والدخلاء")        | رُشِّح     |
| 2012  | جوائز آني | أفضل إخراج لرسوم متحركة في الإنتاج التلفزيوني / إذاعي       | جون أنج (لـ"بيت الحيوانات")            | فوز     |
| 2012  | جوائز آني | أفضل موسيقى لرسوم متحركة في الإنتاج التلفزيوني / إذاعي      | جون بيسانو (لـ"كيف تختار تنينك")       | فوز     |
| 2012  | جوائز آني | أفضل لوحة قصة لرسوم متحركة في الإنتاج التلفزيوني / إذاعي    | دوغ لوفليس (لـ"صورة لحازوقة كرجل قوي") | فوز     |
| 2012  | جوائز آني | أفضل كتابة لرسوم متحركة في الإنتاج التلفزيوني / إذاعي       | مايك، ليندا (لـ"بيت الحيوانات")        | رُشِّح     |
| 2012  | جوائز آني | أفضل تحرير لرسوم متحركة في الإنتاج التلفزيوني / إذاعي       | لين هوبسون (لـ"بيت الحيوانات")         | رُشِّح     |

## لعبة الفيديو

لقطة شاشة من تنانين: الأجواء البرية

هي لعبة يونيتي برسومات ثلاثية الأبعاد على الأنترنت، تدعى تنانين: الأجواء البرية، أطلقت في 27 أغسطس 2012، على CartoonNetwork.com. إلعب مع حازوقة من خلال البرنامج التعليمي، ودرب الأفعى المميتة، قبل أن يتمكن من التجول البحري حول عدة جزر في أرخبيل بربري، يمكن للاعب اختيار أن يكون ذكرا أو أنثى فايكنغ، قبل الانطلاق لاستكشاف الجزر. لتدريب التنين، يجب على اللاعب إطعام التنين الطعام الصحيح قبل القيام بالإيماءات الصحيحة لكسب ثقة التنين. في اللعبة، اللاعب لا يموت أو يفشل. على اللاعب أن يكمل التحديات لكسب الذهب لشراء أدوات للحصول على الغذاء لتدريب التنين. معالم اللعبة تتكون من ست جزر، ولكل منها تنين فريد من نوعه للتدريب. تم تعيين عدد معين من التنانين والعوالم لاستكشافها وستتوسع مع مرور الوقت، لأن السلسلة تدخل أماكن أكثر وتكشف عن تنانين جدد.

## وصلات خارجية
- دريم ووركس التنانين على موقع IMDb (الإنجليزية)
- دريم ووركس التنانين على موقع نتفليكس (الإنجليزية)
- دريم ووركس التنانين على موقع قاعدة بيانات الأفلام العربية
- دريم ووركس التنانين على موقع فيلمافينيتي (الإسبانية)
- دريم ووركس التنانين على موقع كينوبويسك (الروسية)
- دريم ووركس التنانين على موقع ألو سيني (الفرنسية)
- دريم ووركس التنانين على موقع قاعدة بيانات الفيلم (الإنجليزية)
- الموقع الرسمي
- الموقع الرسمي بالإنجليزية[وصلة مكسورة]
- موقع دريم ووركس أنيميشن
- موقع تنانين فرسان قرية بيرك على دريم ووركس أنيميشن
- موقع كيف تروض تنينك على دريم ووركس أنيميشن